# 吉亞尼

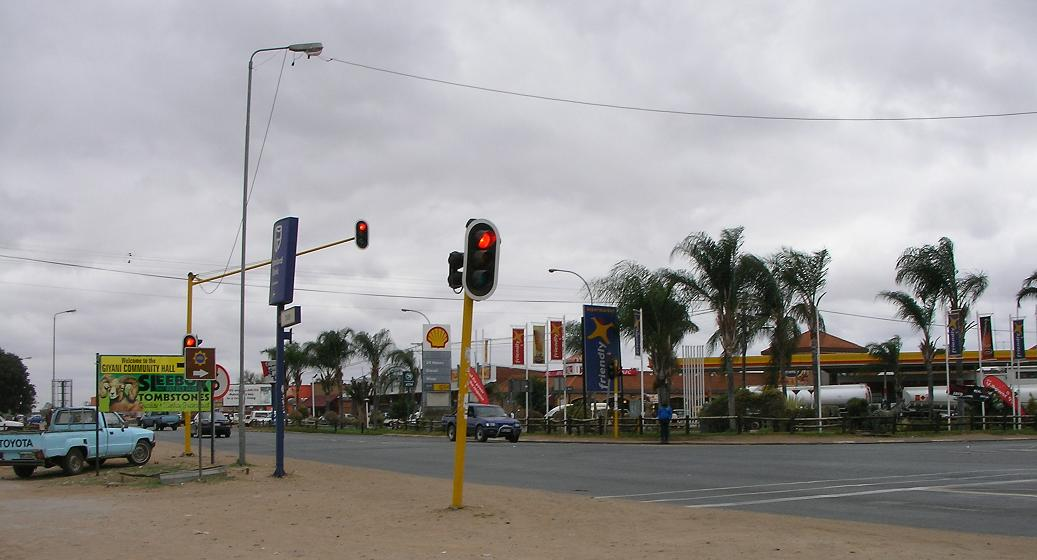
吉亞尼

吉亞尼是南非的城鎮，位於該國東北部，由林波波省負責管轄，距離約翰內斯堡470公里，面積21.53平方公里，2001年人口32,673，人口密度每平方公里1,500人。